# Lieutel
Le Lieutel est une petite rivière française qui coule dans le département des Yvelines, en région Île-de-France. C'est un affluent de la Mauldre en rive gauche, donc un sous-affluent de la Seine.

## Hydrononymie
Le château de Lieutel donne son nom à cette rivière. Les formes anciennes sont : le signeur de Luatel 1321, rivum de Luatello, feodo Luatelli 1327, Luatel 1488, 1567, 1664, Lieutel 1757. 
Il pourrait être apparenté au mot bas germanique luatelwaart, qui signifie "mot de passe, mot à dire = proverbe". Mot composé de luatel + waart "mot". Le mot serait un nom hypocoristique issu de Load, Loat 'fort, illustre' + suff. diminutif -el.

## Géographie
De 13,7 km de longueur, Le Lieutel prend naissance en limite nord de la forêt de Rambouillet. En amont deux rus, La Couarde et La Mormaire confluent pour donner naissance au Lieutel sur le territoire de la commune de Grosrouvre, localité située au sud-ouest de la plaine de Montfort-l'Amaury, à quatre kilomètres à l'ouest de cette ville. Son orientation générale va de l'ouest vers l'est. Il a son confluent avec la Mauldre, en rive gauche, sur le territoire de la commune de Neauphle-le-Vieux.

## Communes traversées
Le Lieutel traverse ou longe les communes suivantes, toutes situées dans le département des Yvelines :
- Grosrouvre, La Queue-les-Yvelines, Galluis, Boissy-sans-Avoir, Vicq et Neauphle-le-Vieux.

## Hydrologie
Le Lieutel est une rivière assez régulière, mais peu alimentée. Son débit a été observé durant une période de 15 ans (1982-1996), à Vicq, localité du département des Yvelines située à peu de distance de son confluent avec la Mauldre. Le bassin versant de la rivière y est de 71,4 km2 (soit sa presque totalité).
Le module de la rivière à Vicq est de 0,235 m3/s.
Le Lieutel présente des fluctuations saisonnières de débit moyennement marquées. Les hautes eaux ont lieu en hiver et au début du printemps, portant le débit mensuel moyen dans une fourchette située entre 0,353 et 0,373 m3/s, de janvier à avril inclus (sans maximum très net). Dès le mois de mai, le débit mensuel diminue fortement jusqu'aux basses eaux d'été. Celles-ci se déroulent de début juillet à début octobre, et s'accompagnent d'une baisse du débit moyen mensuel atteignant 0,114 m3/s au mois d'août, ce qui reste assez consistant. Mais les fluctuations de débit sont plus prononcées sur de plus courtes périodes ou selon les années.
À l'étiage, le VCN3 peut chuter jusque 0,023 m3/s, en cas de période quinquennale sèche, soit 23 litres par seconde, ce qui ne peut être qualifié de très sévère, le cours conservant alors quelque 10 % de son débit moyen.
Les crues peuvent être très importantes, quoique limitées par la taille modeste du cours d'eau et de son bassin versant. Les QIX 2 et QIX 5 valent respectivement 4,3 et 7,4 m3/s. Le QIX 10 est de 9,5 m3/s, le QIX 20 de 11,0 m3/s, tandis que le QIX 50 n'a pas été calculé étant donné l'insuffisance de la durée d'observation des débits.
Le débit instantané maximal enregistré à Vicq durant cette période de 15 ans, a été de 15,2 m3/s le 23 juin 1983, tandis que la valeur journalière maximale était de 8,26 m3/s le 8 mars 1989. Si l'on compare la première de ces valeurs à l'échelle des QIX de la rivière, l'on constate que cette crue était très largement supérieure à la crue vicennale prévue par le QIX 20, et donc très exceptionnelle.
Le Lieutel est une rivière fort peu abondante. La lame d'eau écoulée dans son bassin versant est de seulement 104 millimètres annuellement, ce qui n'est pas même le tiers de la moyenne d'ensemble de la France tous bassins confondus (320 millimètres), et nettement inférieur à la moyenne du bassin de la Seine (240 millimètres). Le débit spécifique de la rivière (ou Qsp) atteint le chiffre très modeste de 3,3 litres par seconde et par kilomètre carré de bassin.
Le bassin de la Mauldre est géré par le COBAHMA (Comité de bassin hydrographique de la Mauldre et de ses affluents), qui rassemble les soixante-six (66) communes intéressées (environ 400 000 habitants) par la Mauldre et ses affluents sous l'égide du conseil général des Yvelines. Créé en 1992, il est présidé par Jean-François Raynal, conseiller général du canton de Poissy-Nord.
Un schéma d'aménagement et de gestion des eaux (SAGE) (document de planification institué par la loi sur l'eau du 3 janvier 1992) a été mis en œuvre par le COBAHMA.